# سیارک ۹۷۰۶۹
سیارک ۹۷۰۶۹ (به انگلیسی: 97069 Stek، نامگذاری:1999VB23) نود و هفت هزار و شصت و نهمین سیارک کشف شده‌است که در ۱۲ نوامبر ۱۹۹۹ کشف شد.